# Castalius vileja
Castalius vileja är en fjärilsart som beskrevs av Hans Fruhstorfer 1918. Castalius vileja ingår i släktet Castalius och familjen juvelvingar. Inga underarter finns listade i Catalogue of Life.